# Райан, Джим
Джим Ра́йан (англ. James Ronald Ryun, род. 29 апреля 1947, Уичито, Канзас) — американский бегун на средние дистанции в 1960-е годы и политик, член Палаты представителей США в 2000-е годы.
Как бегун получил известность, став первым школьником, выбежавшим милю из 4 минут. Школьником попал в национальную олимпийскую сборную, чем вдохновил молодёжь США, а тренеров по всему миру заставил пересмотреть возможности юношей в беге на выносливость. Представлял США в беге на 1500 метров на трёх Олимпийских играх.

## Биография

### Спортсмен
В 18 лет стал мировым рекордсменом на дистанции 880 ярдов — 1.44,9. В те годы считалось, что бег на выносливость — удел взрослых бегунов, и успех Райана повлиял на взгляды многих тренеров.
Участник Олимпийских игр 1964, 1968 и 1972 годов. Причём во время Олимпиады в Токио он был ещё школьником. На Олимпиаде 1968 года занял второе место (3.37,8), проиграв тактически бег кенийцу Кипчого Кейно. На Олимпиаде в Мюнхене упал в полуфинале, и таким образом не вышел в финал.
В 1966 году признавался лучшим легкоатлетом по версии журнала Sports Illustrated. В 1980 году вошёл в Зал славы США стадионных видов лёгкой атлетики (англ. National Track and Field Hall of Fame), а в 2003 году — в Зал славы США в беге на длинные дистанции (англ. National Distance Running Hall of Fame).
После Игр 1972 года Джим райан ушёл в профессионалы.

### После спорта
С 1981 года по настоящее время (2022 год) проживает в Лоуренсе (штат Канзас).
С 27 ноября 1996 года по 3 января 2007 года был членом Палаты представителей США.

## Семья
Женат с 1969 года на Анне, у них четверо детей и семеро внуков.

## Результаты

### Мировые рекорды
Установил ряд мировых рекордов в пяти видах: 880 ярдов — 1.44,9 (1966), 1500 м — 3.33,1 (1967), 1 миля — 3.51,1 (1967).